# Ручна пилка

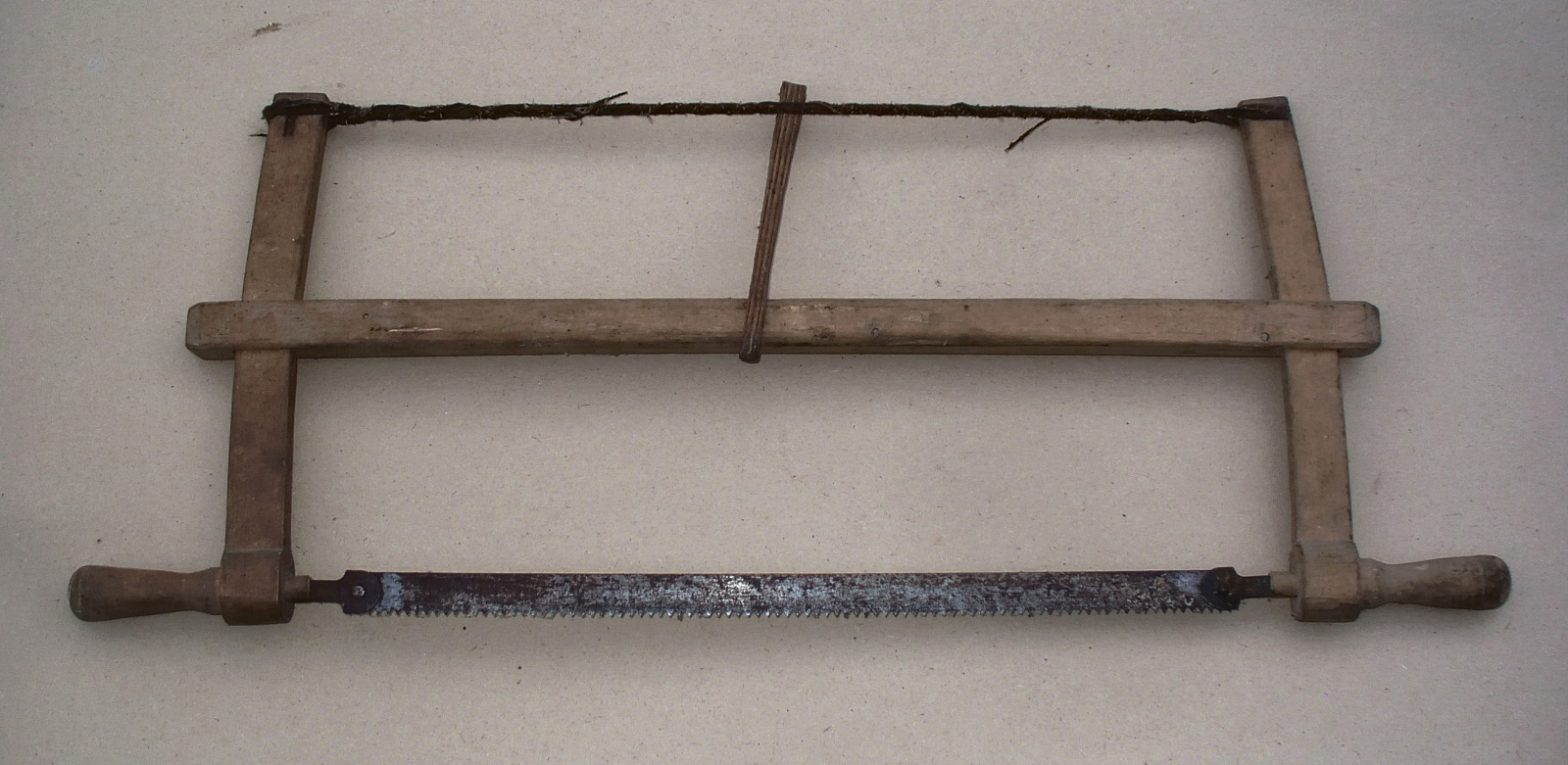
Лучкова пилка по дереву

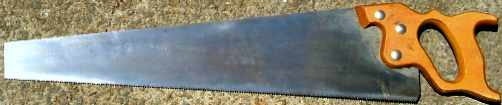
Широка ножівка по дереву

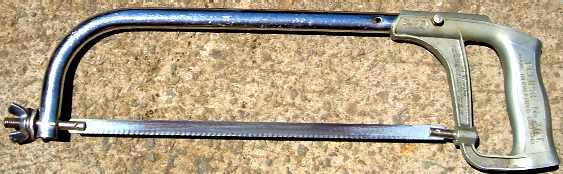
Ножівка по металу

Ручна пилка (ножівка) — теслярський та столярний ручний інструмент, призначений для розпилювання деревини, або слюсарний інструмент для розпилювання металів.

## Ручні пилки по дереву
Ручні пилки по дереву залежно від призначення мають різні конструкції: дворучні, лучкові, ланцюгові тощо.
Залежно від призначення і форми зубів поділяються на поперечні, поздовжні, дрібнозубі і викружні.

## Ручні пилки по металу
Ручні пилки по металу звичайно мають конструкцію, подібну до лучкових пил по дереву, в яких натяжіння полотна виконується гвинтом з баранчиком. Для спеціальних робіт також використовують ручні пилки по металу, в яких полотно затискається в руків'я пилки.